# Niutoua
Niutoua – wieś na Tonga; na wyspie Tongatapu.